# Tailai (häradshuvudort)
Tailai (kinesiska: 泰来, 泰来镇, 泰来县) är en häradshuvudort i Kina. Den ligger i provinsen Heilongjiang, i den nordöstra delen av landet, omkring 260 kilometer väster om provinshuvudstaden Harbin. Den ligger vid sjön Tai Hu.
Runt Tailai är det ganska tätbefolkat, med 62 invånare per kvadratkilometer. Tailai är det största samhället i trakten. Trakten runt Tailai består i huvudsak av gräsmarker.
Genomsnittlig årsnederbörd är 605 millimeter. Den regnigaste månaden är juli, med i genomsnitt 204 mm nederbörd, och den torraste är januari, med 4 mm nederbörd.